# 二氯化镓
二氯化镓是镓的一种氯化物，实验式 GaCl2，结构为 Ga[GaCl4]。

## 制备
二氯化镓可以由三氯化镓被镓在 180 °C 下还原而成。
{\displaystyle {\ce {2GaCl3 + Ga -> 3GaCl2}}}
它也可以由镓和热盐酸反应而成。
{\displaystyle {\ce {Ga + 2HCl -> GaCl2 + H2}}}

## 性质
二氯化镓是一种无色吸湿性固体，可溶于苯，是一种强还原剂。它的结构为 Ga[GaCl4]。 它是四方晶系的，晶格参数 a = 7.2235 Å、b = 9.7211 Å、c = 9.5421 Å。